# Tatsumi Kumashiro
Tatsumi Kumashiro (japanisch 神代 辰巳, Kumashiro Tatsumi; geboren 24. April 1927 in Saga (Präfektur Saga); gestorben 24. Februar 1995) war ein japanischer Filmregisseur.

## Leben und Wirken
Tatsumi Kumashiro schloss ein Studium der Literaturwissenschaft an der Waseda-Universität ab. Zunächst war er bei dem Filmunternehmen Shōchiku tätig, wechselte aber 1954 zu dem gerade wiedererstandenen Nikkatsu. Debüt als Regisseur machte er 1968 mit dem Film in „Kaburitsuki jinsei“ (かぶりつき人生) – „Leben in der ersten Reihe“.
Weil es schwierige Zeiten waren, entschloss sich Nikkatsu 1971, zu einer Low-Budget „romantischen Porno-(ロマンポルノ)-Linie“ zu wechseln. Kumashiro machte mit und produzierte 1972 „Ichijō Sayuri – nureta yokujō“ (一条さゆり・濡れた欲情) – „Ichijō Sayuri – Nasse Lust“ mit Ichijō Sayuri (1929–1997) als Hauptdarstellerin. 1973 brachte er „Yojōhan fusuma no urabari“ (四畳半襖の裏張り) – „Papierauskleidung einer Schiebetür eines 4½-Tatami-Zimmers“ heraus. Der Film wurde in verschiedenen Filmmagazinen als Bester des Jahres ausgewählt, „weil er über bloße Pornografie hinausginge“, hieß es. „Er zeige die reiche Ausdruckskraft der Sexualität.“ Ein weiterer Film dieses Genres ist „Akai kami no onna“ (赫い髪の女) – „Die Frau mit den roten Haaren“ aus dem Jahr 1979, in dem Junko Miyashita die Hauptrolle spielt.
Mit Filmen wie „Seishun no satetsu“ (青春の蹉跌) – „Fallstricke der Jugend“ 1974 arbeitete Kumashiro auch in üblichen Themenbereichen. Mit der Taishō-Romantik und der Jugend als zwei Hauptthemen veröffentlichte er Werke wie „Koi-bumi“ (恋文) – „Der Liebesbrief“ 1985, in denen er der Traurigkeit der menschlichen Lust nachging. Er befasste sich auch mit der filmischen Umsetzung zeitgenössischer Literatur. So verfilmte er beispielsweise 1987 „Beddo-taimu aizu“ (ベッドタイムアイズ) – „Bettzeit-Augen“, nach einem Roman der Schriftstellerin Eimi Yamada (* 1959). 1994 erschien sein Film „Bō no kanashimi“ (棒の哀しみ) – „die Traurigkeit einer Stange“. Das war sein letzter Film, denn er starb im folgenden Jahr an einer Lungenentzündung.